# Тета-функція
Тета-функції — цілі функції комплексної змінної (можливо залежні від додаткових параметрів), що є квазідвоперіодичними, тобто крім періоду {\displaystyle \omega } мають ще так званий квазіперіод {\displaystyle \omega \tau } при додаванні якого до значення аргументу значення функції множиться на деякий мультиплікатор. 
Особливо велике значення мають тета-функції Якобі — чотири тета-функції залежні від параметра {\displaystyle \tau }, що використовуються в теорії еліптичних функцій, модулярних форм і інших.

## Загальні тета-функції
Тета-функцією {\displaystyle \theta (z)} називається функція, що задовольняє властивості:
{\displaystyle \theta (z+\omega )=\theta (z),\;\;\theta (z+\omega \tau )=\phi (z)\theta (z).}
Як періодична ціла функція, {\displaystyle \theta (z)} завжди рівна сумі ряду:
{\displaystyle \theta (z)=\sum _{n\in \mathbb {Z} }c_{n}\exp \left({\frac {2\pi in}{\omega }}\right).}
Дані ряди називаються тета-рядами.
На практиці найважливішими є мультиплікатори виду
{\displaystyle \phi (z)=q\exp(2\pi ikz),}
де k — натуральне число, що називається порядком або вагою тета-функції, q — числовий множник.

## Тета-функції Якобі

### Основна тета-функція Якобі
Основною тета-функцією Якобі називається функція двох комплексних змінних, що за означенням рівна
{\displaystyle \vartheta (z,\tau ):=\sum _{n=-\infty }^{\infty }e^{\pi in^{2}\tau +2\pi inz}}
Даний ряд є нормально збіжним на множині {\displaystyle \mathbb {C} \times \mathbb {H} }, де {\displaystyle \mathbb {H} =\{z\in \mathbb {C} |\Im (z)>0\}} є верхньою комплексною напівплощиною. Для всіх {\displaystyle \tau \in \mathbb {H} } функція {\displaystyle \vartheta (\cdot ,\tau )} є цілою функцією, для всіх {\displaystyle z\in \mathbb {C} } функція {\displaystyle \vartheta (z,\cdot )} є голоморфною на множині {\displaystyle \mathbb {H} }.

### Інші тета-функції Якобі
Через основну тета-функцію Якобі можна ввести ще три тета-функції:
{\displaystyle \vartheta _{0}(z,\tau ):=\vartheta _{0,1}(z,\tau ):=\vartheta \left(z+{\frac {1}{2}},\tau \right)=\sum _{n=-\infty }^{\infty }(-1)^{n}\cdot e^{\pi in^{2}\tau +2\pi inz}}
{\displaystyle \vartheta _{2}(z,\tau ):=\vartheta _{1,0}(z,\tau ):=e^{\pi i{\frac {\tau }{4}}+\pi iz}\cdot \vartheta \left(z+{\frac {\tau }{2}},\tau \right)=\sum _{n=-\infty }^{\infty }e^{\pi i\left(n+{\frac {1}{2}}\right)^{2}\tau +2\pi i\left(n+{\frac {1}{2}}\right)z}}
{\displaystyle \vartheta _{1}(z,\tau ):=\vartheta _{1,1}(z,\tau ):=e^{\pi i{\frac {\tau }{4}}+\pi i\left(z+{\frac {1}{2}}\right)}\cdot \vartheta \left(z+{\frac {\tau +1}{2}},\tau \right)=i\cdot \sum _{n=-\infty }^{\infty }(-1)^{n}\cdot e^{\pi i\left(n+{\frac {1}{2}}\right)^{2}\tau +2\pi i\left(n+{\frac {1}{2}}\right)z}}
В цих позначеннях  {\displaystyle \vartheta (z,\tau ):=\vartheta _{3}(z,\tau ):=\vartheta _{0,0}(z,\tau )}.

### Тета-константи
Для значення {\displaystyle z=0}, отримаємо функції визначені на верхній комплексній напівплощині, які також називаються тета-константами.
{\displaystyle \vartheta (\tau ):=\vartheta (0,\tau )=\sum _{n=-\infty }^{\infty }e^{\pi in^{2}\tau }=1+2\sum _{n=1}^{\infty }e^{\pi in^{2}\tau }}

### Означення за допомогою ному
Означення тета-функцій можна дати не лише в термінах змінних z і τ, але і в змінних w і нома q, де w = eπiz і q = eπiτ. В цих змінних функції рівні
{\displaystyle {\begin{aligned}\vartheta _{00}(w,q)&=\sum _{n=-\infty }^{\infty }(w^{2})^{n}q^{n^{2}}\quad &\vartheta _{01}(w,q)&=\sum _{n=-\infty }^{\infty }(-1)^{n}(w^{2})^{n}q^{n^{2}}\\[3pt]\vartheta _{10}(w,q)&=\sum _{n=-\infty }^{\infty }(w^{2})^{n+{\frac {1}{2}}}q^{\left(n+{\frac {1}{2}}\right)^{2}}\quad &\vartheta _{11}(w,q)&=i\sum _{n=-\infty }^{\infty }(-1)^{n}(w^{2})^{n+{\frac {1}{2}}}q^{\left(n+{\frac {1}{2}}\right)^{2}}.\end{aligned}}}
Ці фомули можна використати для означень тета-функцій в полях де експоненційне відображення може не бути всюди визначеним, наприклад в полях p-адичних чисел.

### Властивості

#### Періодичність і квазіперіодичність
Для фіксованого τ тета-функції Якобі є періодичними з періодами 1 або 2 і квазіперіодичними щодо періоду τ, а саме для всіх {\displaystyle z\in \mathbb {C} } виконуються рівності:
- {\displaystyle \vartheta _{00}(z\pm 1;\tau )=\vartheta _{00}(z;\tau ),\;\;\;\vartheta _{00}(z\pm \tau ;\tau )=\exp \left(-\pi i\tau \mp 2\pi iz\right)\,\vartheta _{00}(z;\tau ).}
- {\displaystyle \vartheta _{01}(z\pm 1;\tau )=\vartheta _{01}(z;\tau ),\;\;\;\vartheta _{01}(z\pm \tau ;\tau )=-\exp \left(-\pi i\tau \mp 2\pi iz\right)\,\vartheta _{01}(z;\tau ).}
- {\displaystyle \vartheta _{10}(z\pm 1;\tau )=-\vartheta _{10}(z;\tau ),\;\;\;\vartheta _{10}(z\pm \tau ;\tau )=\exp \left(-\pi i\tau \mp 2\pi iz\right)\,\vartheta _{10}(z;\tau ).}
- {\displaystyle \vartheta _{11}(z\pm 1;\tau )=-\vartheta _{11}(z;\tau ),\;\;\;\vartheta _{11}(z\pm \tau ;\tau )=-\exp \left(-\pi i\tau \mp 2\pi iz\right)\,\vartheta _{11}(z;\tau ).}

Тобто для фіксованого τ тета-функції Якобі є тета-функціями, згідно означення загальної тета-функції.

#### Інтегральні представлення
Для тета-функцій Якобі справедливими є інтегральні представлення:
{\displaystyle {\begin{aligned}\vartheta _{00}(z;\tau )&=-i\int _{i-\infty }^{i+\infty }{e^{i\pi \tau u^{2}}{\frac {\cos(2uz+\pi u)}{\sin(\pi u)}}}\mathrm {d} u;\\[6pt]\vartheta _{01}(z;\tau )&=-i\int _{i-\infty }^{i+\infty }{e^{i\pi \tau u^{2}}{\frac {\cos(2uz)}{\sin(\pi u)}}}\mathrm {d} u;\\[6pt]\vartheta _{10}(z;\tau )&=-ie^{iz+{\frac {1}{4}}i\pi \tau }\int _{i-\infty }^{i+\infty }{e^{i\pi \tau u^{2}}{\frac {\cos(2uz+\pi u+\pi \tau u)}{\sin(\pi u)}}}\mathrm {d} u;\\[6pt]\vartheta _{11}(z;\tau )&=e^{iz+{\frac {1}{4}}i\pi \tau }\int _{i-\infty }^{i+\infty }{e^{i\pi \tau u^{2}}{\frac {\cos(2uz+\pi \tau u)}{\sin(\pi u)}}}\mathrm {d} u.\end{aligned}}}

#### Нулі тета-функцій Якобі
Для фіксованого τ тета-функції Якобі:
{\displaystyle {\begin{aligned}\vartheta _{00}(z,\tau )&=0\quad &\Longleftrightarrow &&\quad z&=m+n\tau +{\frac {1}{2}}+{\frac {\tau }{2}}\\[3pt]\vartheta _{11}(z,\tau )&=0\quad &\Longleftrightarrow &&\quad z&=m+n\tau \\[3pt]\vartheta _{10}(z,\tau )&=0\quad &\Longleftrightarrow &&\quad z&=m+n\tau +{\frac {1}{2}}\\[3pt]\vartheta _{01}(z,\tau )&=0\quad &\Longleftrightarrow &&\quad z&=m+n\tau +{\frac {\tau }{2}}\end{aligned}}}
де m, n — довільні цілі числа.

#### Рівності Якобі
Рівності Якобі визначають поведінку тета-функцій Якобі під впливом дії модулярної групи, породженої перетвореннями τ ↦ τ + 1 і τ ↦ −1/τ. Рівняння для першого перетворення утворюються з врахуванням того, що додавання 1 до  τ має такий же ефект на значення функції, як додавання 1/2 до z. 
Для визначення впливу другого перетворення позначимо
{\displaystyle \alpha =(-i\tau )^{\frac {1}{2}}\exp \left({\frac {\pi }{\tau }}iz^{2}\right).}
Тоді
{\displaystyle {\begin{aligned}\vartheta _{00}\!\left({\frac {z}{\tau }};{\frac {-1}{\tau }}\right)&=\alpha \,\vartheta _{00}(z;\tau )\quad &\vartheta _{01}\!\left({\frac {z}{\tau }};{\frac {-1}{\tau }}\right)&=\alpha \,\vartheta _{10}(z;\tau )\\[3pt]\vartheta _{10}\!\left({\frac {z}{\tau }};{\frac {-1}{\tau }}\right)&=\alpha \,\vartheta _{01}(z;\tau )\quad &\vartheta _{11}\!\left({\frac {z}{\tau }};{\frac {-1}{\tau }}\right)&=-i\alpha \,\vartheta _{11}(z;\tau ).\end{aligned}}}

#### Інші властивості
- Формула добутку {\displaystyle \vartheta _{00}(z;\tau )=\prod _{m=1}^{\infty }{\big (}1-\exp(2m\pi i\tau ){\big )}{\Big (}1+\exp {\big (}(2m-1)\pi i\tau +2\pi iz{\big )}{\Big )}{\Big (}1+\exp {\big (}(2m-1)\pi i\tau -2\pi iz{\big )}{\Big )}.}
- Всі тета-функції Якобі задовольняють диференціальному рівнянню {\displaystyle {\frac {\partial }{\partial t}}\vartheta (x,it)={\frac {1}{4\pi }}{\frac {\partial ^{2}}{\partial x^{2}}}\vartheta (x,it).}
- Зв'язок з еліптичною функцією Вейєрштраса {\displaystyle \wp (z;\tau )=-{\big (}\log \vartheta _{11}(z;\tau ){\big )}''+c}, де похідні є щодо змінної z і константа c вибирається так щоб розклад ℘(z) в ряд Лорана в точці z = 0 мав нульовий доданок нульового степеня.
- Зв'язок з дзета функцією Рімана: {\displaystyle \Gamma \left({\frac {s}{2}}\right)\pi ^{-{\frac {s}{2}}}\zeta (s)={\frac {1}{2}}\int _{0}^{\infty }{\big (}\vartheta _{00}(0;it)-1{\big )}t^{\frac {s}{2}}{\frac {\mathrm {d} t}{t}}.}
- Зв'язок з ета функцією Дедекінда.   Нехай η(τ)  — ета функцією Дедекінда. Тоді
{\displaystyle {\begin{aligned}\vartheta _{10}(0;\tau )&={\frac {2\eta ^{2}(2\tau )}{\eta (\tau )}},\\[3pt]\vartheta _{00}(0;\tau )&={\frac {\eta ^{5}(\tau )}{\eta ^{2}\left({\frac {1}{2}}\tau \right)\eta ^{2}(2\tau )}}={\frac {\eta ^{2}\left({\frac {1}{2}}(\tau +1)\right)}{\eta (\tau +1)}},\\[3pt]\vartheta _{01}(0;\tau )&={\frac {\eta ^{2}\left({\frac {1}{2}}\tau \right)}{\eta (\tau )}},\end{aligned}}} і,
{\displaystyle \vartheta _{10}(0;\tau )\,\vartheta _{00}(0;\tau )\,\vartheta _{01}(0;\tau )=2\eta ^{3}(\tau ).}